# Immobilizacja komórek grzybni
Jeżeli edytujesz kod źródłowy, to aby uzyskać taki efekt: teoria, elektronem, Witolda Gombrowicza – twórz linki według składni: [[teoria]], [[elektron]]em, [[Witold Gombrowicz|Witolda Gombrowicza]].

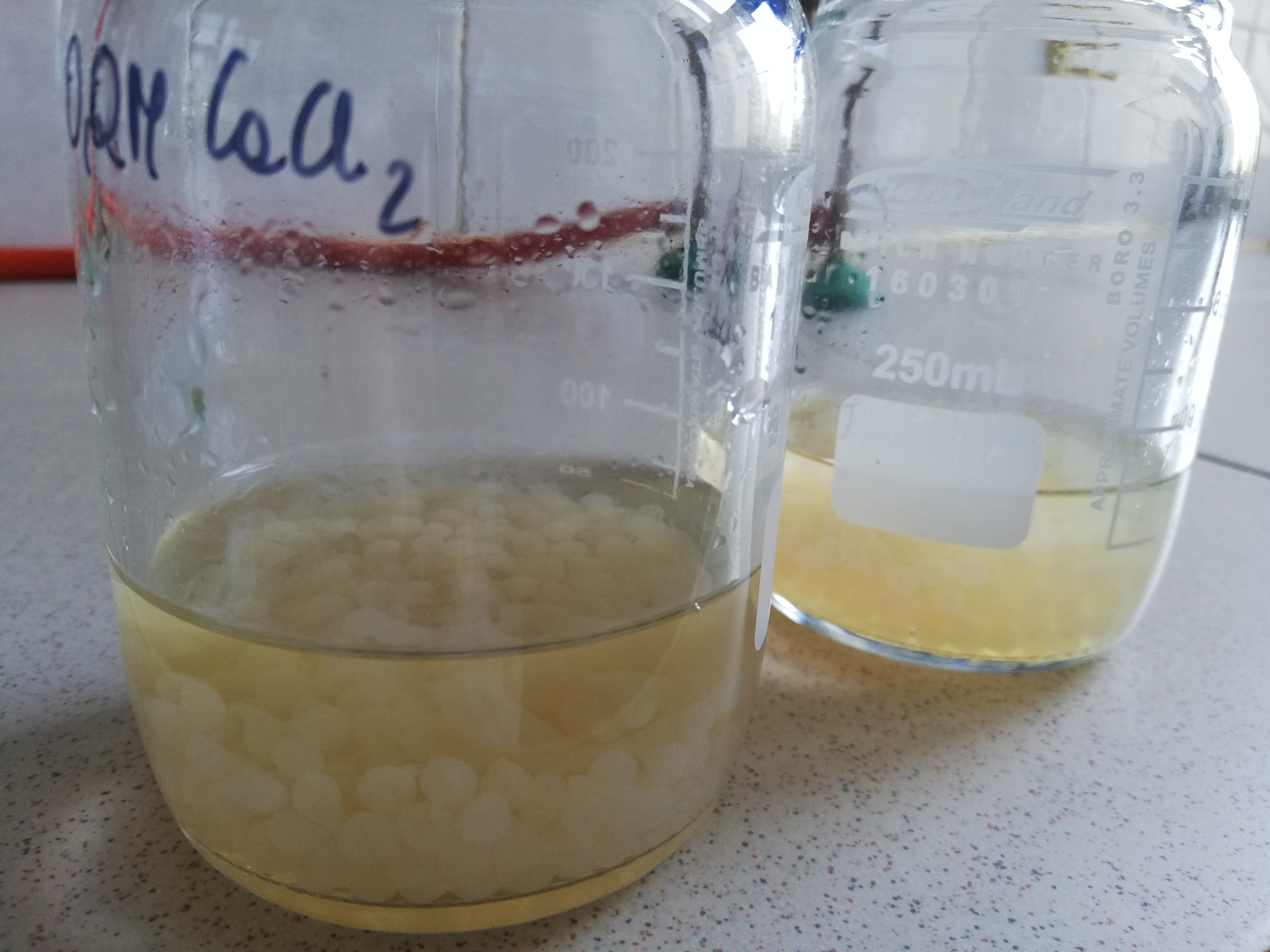
Immobilizowane komórki grzybni Bjerkandera adusta CCBAS 930

Immobilizacja komórek grzybni – unieruchomienie komórek grzybni na nośniku. Umożliwia uzyskanie lepszych wyników badań laboratoryjnych poprzez ograniczenie ruchu komórek, zapewnieniu im dostępu do odpowiednich składników odżywczych i odpływ produktów ich przemiany. W takiej postaci komórki grzybni wykazują większą wytrzymałość, a także wydajność w produkcji enzymów. Hodowle immobilizowane można prowadzić znacznie dłużej niż zwykłą hodowlę powierzchniową lub wgłębną na pożywkach.

## Metody immobilizacji komórek
Obecnie najpopularniejsze metody zakładają unieruchomienie grzybni bez nośnika, na powierzchni nośnika lub wewnątrz nośnika.
- unieruchomienie bez nośnika to wykorzystywanie naturalnej lub kontrolowanej zdolności komórek do tworzenia skupisk (indukowana flokulacja komórek i sieciowanie przestrzenne). Samoagregacja powstaje dzięki wydzielaniu przez komórki związków, które wspomagają ich wzrost w postaci kłaczków lub granulek. Sieciowanie przestrzenne, czyli wiązanie się komórek poprzez substancje mogące reagować z grupami funkcyjnymi osłon komórkowych np. aldehydem glutarowym czy heksametylocyjaniną. Wzajemne sieciowanie ma zwykle dosyć trwały biomateriał, lecz może prowadzić do częściowej utraty aktywności komórek tym samym utrudniając dyfuzję substratów[3].
- unieruchomienie na powierzchni nośnika, jest to adsorpcja i adhezja za pomocą wiązań kowalencyjnych. Proces ten polega na wykorzystaniu wiązań jonowych, wodorowych lub sił van der Waalsa. W myśl metody, której nośnik (celuloza lub szkło porowate) do roztworu wprowadza się z biologicznym materiałem i zostawia na określony czas bez mieszania lub z mieszaniem w celu sedymentacji komórek. Skuteczność unieruchamiania w dużym stopniu zależy od rodzaju matrycy, a także typu zastosowanych komórek.
- unieruchomienie wewnątrz nośnika działa na zasadzie fizycznego zamknięcia komórek w matrycy. Komórki mikroorganizmów zamyka się wewnątrz półprzepuszczalnej membrany pod postacią kapsułki (nanokapsułkowanie i mikrokapsułkowanie) bądź kapilary[4].
- pułapkowanie (inkluzja) działa na zasadzie uwięzienia komórek w matrycy o charakterze trójwymiarowym, której rozmiar jest znacznie większy od rozmiarów komórek (kuleczki o średnicy 0,3- 3mm). Materiał biologiczny po związaniu z nośnikiem i środkiem sieciującym poddaje się polimeryzacji, Ponadto, matryca pełnożelowa nie może być toksyczna względem unieruchamianych komórek, powinna mieć odpowiednie pH i temperaturę. W metodzie tej najczęstszym materiałem stosowanym jest alginian sodu (jednowartościowa sól kwasu alginianowego), liniowy kopolimer, który zbudowany jest z dwóch monomerów uzyskany z morskich brunatnic[3].

## Wykorzystanie w badaniach nad mikrogrzybami
Grzyby białej zgnilizny drewna (white rot fungi, WRF) jak dotąd są najlepiej poznaną grupą mikroorganizmów rozkładającą związki aromatyczne w tym barwniki syntetyczne. Dzięki intensywnym badaniom nad ligninolitycznymi grzybami udowodniono, że organizmy te produkują zewnątrzkomórkowe enzymy, głównie peroksydazy: ligninową, manganozależną, uniwersalną, i lakazę, dzięki którym są w stanie biodegradować toksyczne związki o strukturze podobnej do ligniny, do nieszkodliwych dla środowiska metabolitów.
Zgodnie z obecnie dostępną literaturą, istnieje bardzo dużo doniesień na temat wykorzystania grzybów Bjerkandera sp. w badaniach nad usuwaniem i detoksykacją związków toksycznych zawartych np. w ściekach. Zainteresowanie wynika z możliwości produkcji aktywnych enzymów między innymi peroksydazy ligninowej (LiP) czy manganozależnej (MnP).